# لی مک‌کلوسکی
لی مک‌کلوسکی (انگلیسی: Leigh McCloskey؛ زادهٔ ۲۱ ژوئن ۱۹۵۵) یک هنرپیشه، و بازیگر سینما اهل ایالات متحده آمریکا است.
از فیلم‌ها یا برنامه‌های تلویزیونی که وی در آن نقش داشته است می‌توان به فقط یکی از پسرها اشاره کرد.